# 葉長石
葉長石（ようちょうせき、petalite）あるいはペタル石（ペタルせき）は、鉱物（ケイ酸塩鉱物）の一種。化学組成は LiAlSi4O10で、結晶系は単斜晶系。1800年にスウェーデンのウート島の鉱山でジョゼ・ボニファチオ・デ・アンドラダにより発見された。名前はギリシャ語で葉を意味する petalon に由来する。ポルックス石と共産したことから命名された「カストル石 castorite」としても知られる（1846年命名のため無効となっている）。
元素のリチウムは、1817年にヨアン・オーガスト・アルフェドソンにより葉長石から発見された。

## 産出地
ウート島、ハーニンゲ、ストックホルム、ジンバブエ等で見られる。日本では、福岡県長垂に産する。
リチウムを含んだペグマタイトと、リシア輝石、リチア雲母、電気石の含まれる鉱床で生成される。

## 性質・特徴
板状結晶や柱状の塊。無色、灰色、黄色、黄灰色、白色等の色。
炭酸成分が少なく、高密度含水アルカリホウケイ酸塩液体の存在する3 キロバール (kbar) の圧力下で～500度に熱せられると、リシア輝石と石英に転換される。

## 用途・加工法
葉長石は重要なリチウムの鉱石。
無色のものはしばしば宝石として利用される。
萬古焼（ばんこやき）（四日市市）の土鍋に使用され、熱膨張率が非常に小さいために高熱でも鍋が割れない。
家電や自動車に幅広くリチウムイオン電池の需要が世界で広がってきたのを背景に価格が上昇傾向にある。土鍋に向いているジンバブエ産は2017年頃の1キログラムあたり100円程度から、2023年現在1000円程度に高騰しており、伝統窯業はペタライトの代替化を迫られている。

## ギャラリー

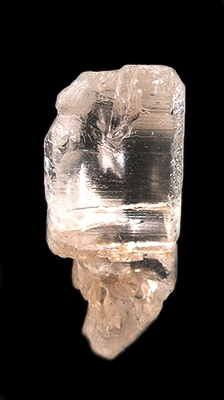
葉長石。アフガニスタン、ヌーリスターン州、パプロック (size: 7.3 x 2.9 x 2.4 cm)